# Szczuroskoczek kopcowy
Szczuroskoczek kopcowy (Dipodomys nelsoni) – gatunek ssaka podrodziny szczuroskoczków (Dipodomyinae) w obrębie rodziny karłomyszowatych (Heteromyidae). 

## Zasięg występowania
Szczuroskoczek kopcowy występuje w północno-środkowym Meksyku (pustynia Chihuahuan od południowo-wschodniego Chihuahua i zachodniego Coahuila do północnego Zacatecas, północne San Luis Potosí i południowe Nuevo León).

## Taksonomia
Gatunek po raz pierwszy naukowo opisał w 1907 roku amerykański zoolog Clinton Hart Merriam nadając mu nazwę Dipodomys nelsoni. Holotyp pochodził z La Ventury, w stanie Coahuila, w Meksyku. 
D. nelsoni należy do grupy gatunkowej spectabilis wraz z D. spectabilis z którym kiedyś uważany był za gatunek konspecyficzny. D. nelsoni jest umieszczony pomiędzy trzema podgatunkami D. spectabilis (spectabilis i zygomatlcus na północy i cratodon na południu), a badacze nie są zgodni co do tego, czy trzy okazy z okolic La Resolana w północnym Durango (na południe od północnego bliskiego kontaktu) reprezentują sympatryczność, dawną sympatryczność z ograniczoną introgresją lub obecną wtórną intergradację między tymi dwoma gatunkami. Przeprowadzona niedawno analiza molekularna obejmująca próbki z okolic La Resolana i w całym zasięgu występowania obu gatunków nie wykazała dowodów na intergradację. Autorzy Illustrated Checklist of the Mammals of the World uznają ten takson za gatunek monotypowy.

### Etymologia
- Dipodomys: gr. δίποδος dipodos „dwunożny”, od δι- di- „podwójnie”, od δις dis „dwa razy”, od δυο duo „dwa”; πους pous, ποδος podos „stopa”; μυς mus, μυός muos „mysz”[7][8].
- nelsoni: dr. Edward William Nelson (1855–1934), amerykański zoolog, dyrektor United States Bureau of Biological Survey w latach 1916–1927 i prezes American Ornithologists’ Union w 1908 roku[9][8].

## Morfologia
Długość ciała (bez ogona) 126–134 mm, długość ogona 122–199 mm, długość ucha 12–17 mm, długość tylnej 44–50 mm; masa ciała 73–102 g. 

## Ekologia
Gatunek ten zamieszkuje głównie pustynne zarośla porastające równiny Wyżyny. Występuje w niewielkich zagęszczeniach – źródła podają, że średnio od 8,5 do 20 osobników na hektar.
Szczuroskoczek kopcowy buduje schronienia w kształcie kopców, które są dobrze widoczne na płaskich pustynnych terenach. Schronienia te mają zwykle kilka otworów wejściowych, nawet do 6. Schronienia są przetkane licznymi tunelami.
Badania nad rozmnażaniem się szczuroskoczka kopcowego wskazały, że młode osobniki mogą urodzić się w dowolnym miesiącu roku, jednak główny okres reprodukcyjny występuje między kwietniem i wrześniem.